# Odontocera furcifera
Odontocera furcifera är en skalbaggsart som beskrevs av Bates 1870. Odontocera furcifera ingår i släktet Odontocera och familjen långhorningar. Inga underarter finns listade i Catalogue of Life.